# Bu (Einheit)
Bu (chinesisch 步, Pinyin bù, W.-G. pu – „Schritt“) ist ein traditionelles chinesisches Längenmaß. Heute ist es auf exakt 1 ⅔ Meter (≈ 1,67 m) festgelegt.
Das Bu wird in 5 Chi (chinesisch 尺, Pinyin chǐ – „chinesische Fuß“) eingeteilt. Seine Länge schwankte im Laufe der chinesischen Geschichte. 